# Sireli Naqelevuki

a Compétitions nationales et continentales officielles uniquement.

b Matchs officiels uniquement.
Dernière mise à jour le 28 mars 2017.
Sireli Naqelevuki, né le 30 septembre 1980 à Suva (Fidji), est un joueur international fidjien de rugby à sept et international fidjien de rugby à XV. Il évolue aux postes de centre ou d'ailier en rugby à XV et au poste de pilier en rugby à sept. Il mesure 1,93 m pour 113 kg.

## Carrière

### En club
Sireli Naqelevuki a commencé sa carrière en 2004 avec l'équipe de la province des Suva Highlanders, aux Fidji, dans le cadre de la Colonial Cup.
En 2006, il quitte son pays natal pour rejoindre l'Afrique du Sud et la Western Province qui dispute la Currie Cup. Il dispute quatre saisons avec cette province, jouant vingt-neuf rencontres pour dix-neuf essais inscrits. Il s'impose comme un cadre de cette équipe grâce à sa polyvalence et sa puissance physique.
Il fait ses débuts en Super Rugby en 2008, avec la franchise sud-africaine des Stormers. Il évolue trois saisons avec la franchise, et, bien qu'en concurrence avec des internationaux comme Brian Habana ou Gio Aplon, il est fréquemment titulaire et inscrit un total de huit essais en vingt-cinq matchs.
À la fin de la saison 2010 de Super 14, Naqelevuki est libéré de son contrat et rejoint dans la foulée le club anglais d'Exeter qui évolue en Premiership anglaise. Lors de ses trois premières années au club, il est très utilisé au poste de premier centre où sa puissance physique lui permet de casser la ligne défensive à de nombreuses reprises,. En revanche, ses deux dernières saisons sont beaucoup plus difficiles en raison de nombreuses blessures. Au moment de la pré-saison 2014, il est même testé, sans succès, au poste de troisième ligne dans le but qu'il retrouve du temps de jeu. À l'issue de la saison 2014-2015, il n'est pas conservé par le club et met fin à sa carrière professionnelle,.
Après un retour aux Fidji, il rechausse brièvement les crampons en janvier 2016, lors du tournoi de rugby à sept du Bayleys Coral Coast avec l'équipe de Uluinakau.

### En équipe nationale

#### En rugby à sept
Sireli Naqelevuki a fait ses débuts avec l'équipe des Fidji à sept en 2002. Il joue avec les Flying Fijians jusqu'en 2009, et inscrit un total de 401 points (dont 79 essais) en 91 matchs des Sevens Series.
En février 2007, il a été suspendu trois mois pour avoir été contrôlé positif au cannabis lors de l'étape d'Afrique du Sud des Sevens Series.

#### En rugby à XV
Sireli Naqelevuki a connu sa première sélection avec l'équipe des Fidji de rugby à XV le 7 juin 2008 contre l'équipe des Samoa et sa dernière le 10 novembre 2012 contre l'équipe d'Angleterre. Il comptabilise un total de huit sélections pour deux essais inscrits.
Sireli Naqelevuki a également été sélectionné pour jouer avec les Pacific Islanders lors de leur tournée 2008, mais il a décliné la sélection pour rester avec son club et a été remplacé par le tongien Epi Taione.

## Palmarès

### En club et province
- Finaliste du Super 14 en 2010 avec les Stormers.
- Vainqueur de la coupe anglo-galloise en 2014 avec les Exeter Chiefs.
- Finaliste de la coupe anglo-galloise en 2015 avec les Exeter Chiefs.

### En équipe nationale

#### En rugby à sept
- Vainqueur de l'IRB Sevens Series en 2005-2006.